# Doleschalla picta
Doleschalla picta är en tvåvingeart som beskrevs av Jacques-Marie-Frangile Bigot 1888. Doleschalla picta ingår i släktet Doleschalla och familjen parasitflugor. Inga underarter finns listade i Catalogue of Life.